# Carmenelectra shehuggme
Carmenelectra shehuggme — викопний вид коротковусих двокрилих комах з роду Carmenelectra (родина Mythicomyiidae). Виявлений в еоценовому рівненському бурштині (33—37 млн років).

## Опис
Дрібні мухи довжиною близько 2 мм. Схожий на близькі види свого роду, але відрізняється від них жовтими відмітинами на прескутелярній області та на скутелюмі (ці області темно-коричневі у Carmenelectra shechisme та Carmenelectra pernigra) і жовтими задніми частинами II—VII тергітів (ці тергіти повністю чорні у видів C. shechisme та C. pernigra). Вид вперше виявлений у 2013 році диптерологом Нілом Евенхусом (Центр досліджень в області ентомології (Center for Research in Entomology), Музей Бішоп (Bishop Museum), Гонолулу, Гаваї, США) у шматку темно-жовтого бурштину розміром близько 2 см.